# Hôn nhân cùng giới ở Brasil
Hôn nhân cùng giới đã được hợp pháp tại Brasil kể từ ngày 16 tháng 5 năm 2013, theo quyết định của Hội đồng Tư pháp Quốc gia, yêu cầu các công chứng viên của mọi tiểu bang thực hiện hôn nhân cùng giới.
Kết hợp dân sự đã được công nhận hợp pháp từ năm 2004. Sau phán quyết của Tòa án Tối cao Brasil, cái gọi là kết hợp ổn định (tiếng Bồ Đào Nha: união estável) đã có sẵn cho các cặp cùng giới kể từ tháng 5 năm 2011. Những kết hợp dân sự này được cấp hầu hết về các quyền của hôn nhân, bao gồm nhận con nuôi, trợ cấp phúc lợi, lương hưu, thuế thừa kế, thuế thu nhập, an sinh xã hội, bảo hiểm y tế, nhập cư, quyền sở hữu chung, thăm bệnh viện và nhà tù, IVF và mang thai hộ. Quyết định này đã mở đường cho luật pháp trong tương lai về quyền hôn nhân cùng giới. Trước pháp luật toàn quốc, các bang Alagoas, Bahia, Ceará, Espírito Santo, Quận Liên bang, Mato Grosso do Sul, Paraíba, Paraná, Piauí, Rondônia, Santa Catarina, São Paulo, và Sergipe, cũng như thành phố Santa Rita do Sapucaí (MG), đã cho phép kết hôn cùng giới và một số kết hợp dân sự đã được chuyển đổi thành hôn nhân đầy đủ bằng cách thẩm phán nhà nước. Ở Rio de Janeiro, các cặp cùng giới cũng có thể kết hôn nhưng chỉ khi các thẩm phán địa phương đồng ý với yêu cầu của họ.
Tuy nhiên, vào ngày 14 tháng 5 năm 2013, Hội đồng Quốc gia Brasil đã hợp pháp hóa hôn nhân cùng giới trong cả nước trong cuộc bỏ phiếu 14-1 bằng cách đưa ra phán quyết yêu cầu tất cả các cơ quan đăng ký dân sự của nước này thực hiện hôn nhân cùng giới và chuyển đổi bất kỳ cuộc hôn nhân cùng giới nào kết hợp dân sự thành một cuộc hôn nhân, nếu cặp đôi muốn như vậy. Joaquim Barbosa, chủ tịch Hội đồng Tư pháp và Tòa án Liên bang Tối cao, nói rằng các công chứng viên không thể tiếp tục từ chối "thực hiện một đám cưới dân sự hoặc chuyển đổi kết hợp dân sự ổn định thành một cuộc hôn nhân giữa những người cùng giới". Phán quyết được công bố vào ngày 15 tháng 5 và có hiệu lực vào ngày 16 tháng 5 năm 2013.

## Dư luận
Theo khảo sát của Pew Research Center, được thực hiện từ ngày 4 tháng 11 năm 2013 đến ngày 14 tháng 2 năm 2014, 45% người Brazil ủng hộ hôn nhân cùng giới, 48% đã phản đối.
Theo Ibope, hỗ trợ cho các cặp cùng giới có quyền giống như các cặp khác giới ở Brazil năm 2017 là 49%, với 38% phản đối. Hỗ trợ cao hơn ở phụ nữ, thanh niên, những người có trình độ học vấn cao hơn và người Brazil sống ở khu vực phía Nam của đất nước.
AmericaBarometer 2017 cho thấy 52% người Brazil ủng hộ hôn nhân cùng giới.